# 龍溪戰鬥
龍溪戰鬥發生於1925年7月12日，地點則是在中國閩南。是北洋政府時期內戰之一，交戰兩方為盤據福建省的民國軍閥軍隊；直系軍閥周蔭人部及地方實力派軍閥盧興邦部。